# Cryptocarya elegans
Cryptocarya elegans är en lagerväxtart som först beskrevs av Franz Reinecke, och fick sitt nu gällande namn av A. C. Smith. Cryptocarya elegans ingår i släktet Cryptocarya och familjen lagerväxter. Inga underarter finns listade i Catalogue of Life.